# باشگاه فوتبال فلگوئیراس
باشگاه فوتبال فلگوئیراس (انگلیسی: F.C. Felgueiras) یک باشگاه فوتبال پرتغالی بود که در فلگوئیراس واقع شده بود. این باشگاه در سال ۱۹۳۶ تاسیس و در سال ۲۰۰۵ به دنبال مشکلات مالی منحل شد.